# استیون وان جونیور
استیون وان جونیور (انگلیسی: Stephen Vaughan Jr.؛ زادهٔ ۲۲ ژانویهٔ ۱۹۸۵) بازیکن فوتبال سابق حرفه‌ای انگلیسی است. او رئیس پیشین لیگ برتر فوتبال مالت و مدیر فنی سابق باشگاه فوتبال موستا است. در حال حاضر او مدیر فوتبال و مدیر موقت شهر بنگور سیتی در لیگ برتر ولز است.
از باشگاه‌هایی که در آن بازی کرده‌است می‌توان به باشگاه فوتبال روچدیل، باشگاه فوتبال لیورپول، باشگاه فوتبال درویلزدن، باشگاه فوتبال بوستون یونایتد، و باشگاه فوتبال مارین اشاره کرد.